# Josef Leeb
Josef Leeb (18. března 1788 Dolní Dvořiště – 28. února 1857 České Budějovice) byl český a rakouský římskokatolický duchovní a politik, během revolučního roku 1848 poslanec Říšského sněmu.

## Biografie
18. srpna 1811 byl vysvěcen na kněze. Působil jako zámecký kaplan v Březině. 1. listopadu 1815 se stal profesorem morálního bohosloví a všeobecného vychovatelství, od roku 1822 byl doktorem filozofie a teologie na Karlo-Ferdinandově univerzitě. Od 16. března 1824 byl děkanem. Téhož roku se stal členem katedrální kapituly v Českých Budějovicích a konzistorním radou. V letech 1842–1844 byl biskupským komisařem na budějovickém gymnáziu a od roku 1844 diecézním školským inspektorem. Roku 1845 se stal generálním vikářem kapituly a roku 1849 infulovaným děkanem. Od 1. listopadu 1851 zastával funkci biskupského generálního vikáře a oficiála. 6. prosince 1853 byl jmenován proboštem. 6. března 1856 mu byl udělen císařský rakouský řád Leopoldův a 1. ledna 1857 získal titul canonicus theologus. V roce 1857 mu také, krátce před smrtí, udělilo město České Budějovice čestné občanství.
Během revolučního roku 1848 se zapojil i do politiky. Ve volbách roku 1848 byl zvolen na ústavodárný Říšský sněm. Zastupoval volební obvod České Budějovice. Uvádí se jako děkan. V říjnu 1848 se ale mandátu vzdal. Nahradil ho pak Anton Robl, majitel Zadního mlýna. V seznamu poslanců z ledna 1849 se již Leeb neuvádí.
Zemřel v únoru 1857. 2. března 1857 byl pohřben za účasti budějovického biskupa Jana Valeriána Jirsíka, dalších církevních hodnostářů a tisíců přihlížejících.